# Championnat de République tchèque de hockey sur glace 2006-2007
Saison précédente Saison suivante
La saison 2006-2007 est la quatorzième saison des championnats de hockey sur glace de République tchèque : l’Extraliga, la première division, la 1. liga, second échelon, la 2. liga, troisième division et des autres divisions inférieures. Les résultats présentés ici ne reprendront que les trois premières divisions.

## Résultats de l'Extraliga

### Déroulement
Le championnat élite change de sponsor principal en prenant le nom de O2 au lieu de Tipsport Extraliga. De plus, seule la dernière passe avant un but compte un point. Une autre innovation est la suppression des matchs nuls mais également de la relégation.
Les quatorze équipes de la division élite jouent chacune un total de 52 matchs soit quatre confrontations pour chaque équipe au cours de la saison, deux à domicile et deux à l'extérieur. À l'issue de la saison régulière, les six meilleures équipes sont directement qualifiées pour les séries alors que les quatre suivantes jouent pour les deux dernières places des playoffs.
La saison régulière se compose pour chaque équipe de 52 matchs entre le 8 septembre 2006 et le 20 février 2007. Les play-offs se sont joués du 23 février au 14 avril.
En finale des playoffs, le Sparta Prague remporte son quatrième titre de son histoire en Extraliga, le huitième en comptant les championnats de Tchécoslovaquie, en battant le HC Moeller Pardubice 4 matchs à 2.

### Première phase

#### Classement de la saison régulière

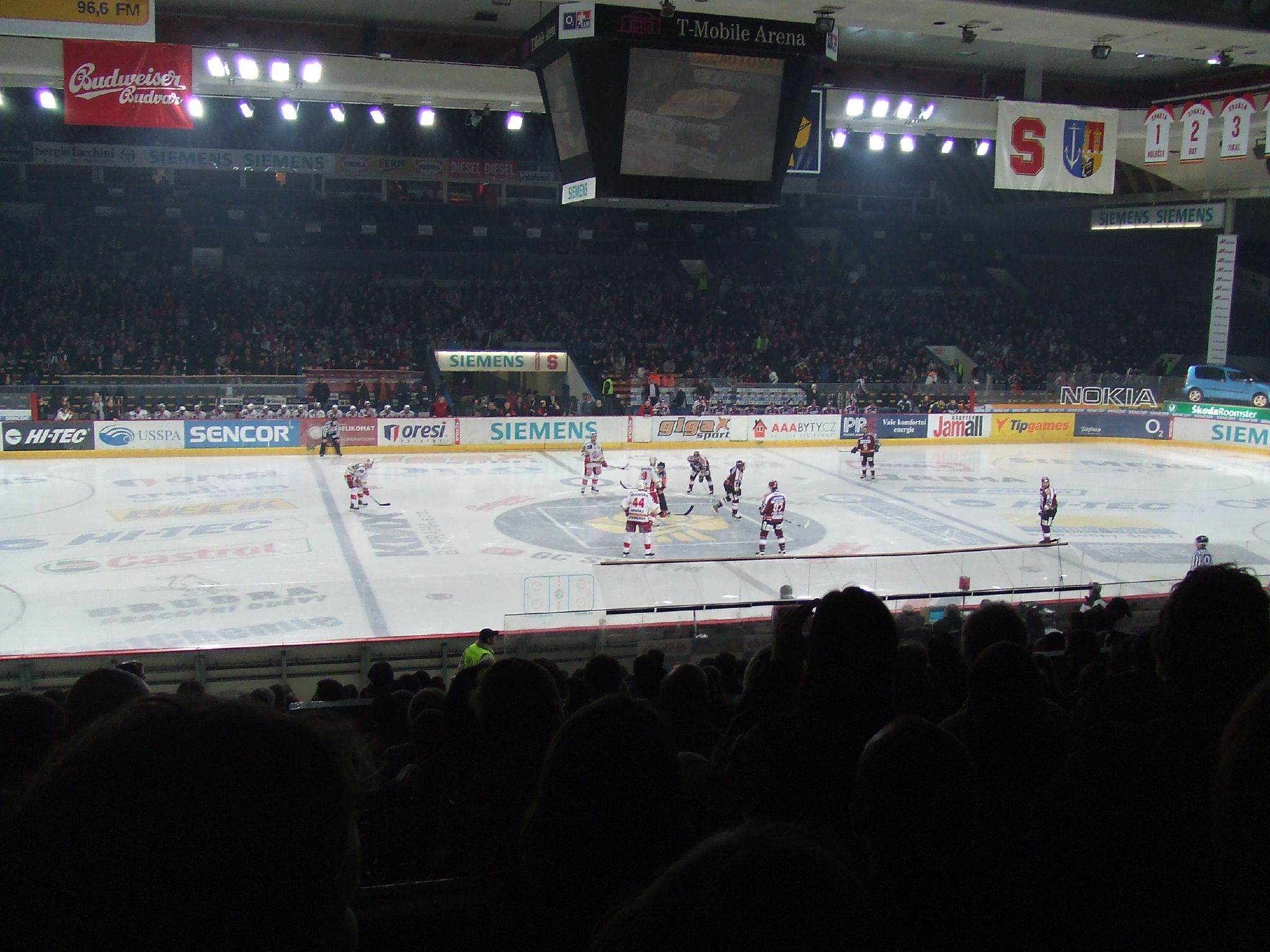
Derby de Prague : le Slavia contre le Sparta.

| Place | Équipe                  | PJ | V  | VP | DP | D  | BP  | BC  | Pts |
| ----- | ----------------------- | -- | -- | -- | -- | -- | --- | --- | --- |
| 1er   | HC Bílí Tygři Liberec   | 52 | 28 | 6  | 4  | 14 | 161 | 112 | 100 |
| 2e    | HC Moeller Pardubice    | 52 | 29 | 1  | 3  | 19 | 177 | 131 | 92  |
| 3e    | HC České Budějovice     | 52 | 23 | 9  | 2  | 18 | 160 | 144 | 89  |
| 4e    | HC Sparta Prague        | 52 | 25 | 2  | 8  | 17 | 178 | 157 | 87  |
| 5e    | HC Hamé Zlín            | 52 | 21 | 8  | 7  | 16 | 162 | 158 | 86  |
| 6e    | HC Slavia Prague        | 52 | 21 | 6  | 6  | 19 | 171 | 162 | 81  |
| 7e    | HC Energie Karlovy Vary | 52 | 20 | 7  | 6  | 19 | 136 | 124 | 80  |
| 8e    | HC Rabat Kladno         | 52 | 21 | 6  | 4  | 21 | 189 | 173 | 79  |
| 9e    | HC Znojemští Orli       | 52 | 20 | 7  | 2  | 23 | 117 | 129 | 76  |
| 10e   | HC Oceláři Třinec       | 52 | 20 | 4  | 8  | 20 | 145 | 162 | 76  |
| 11e   | HC Vítkovice Steel      | 52 | 22 | 2  | 5  | 23 | 141 | 141 | 75  |
| 12e   | HC Litvínov             | 52 | 20 | 4  | 6  | 22 | 157 | 165 | 74  |
| 13e   | HC Lasselsberger Plzeň  | 52 | 20 | 1  | 1  | 30 | 141 | 173 | 63  |
| 14e   | Vsetínská hokejová      | 52 | 8  | 3  | 4  | 37 | 88  | 192 | 34  |

#### Meilleurs pointeurs

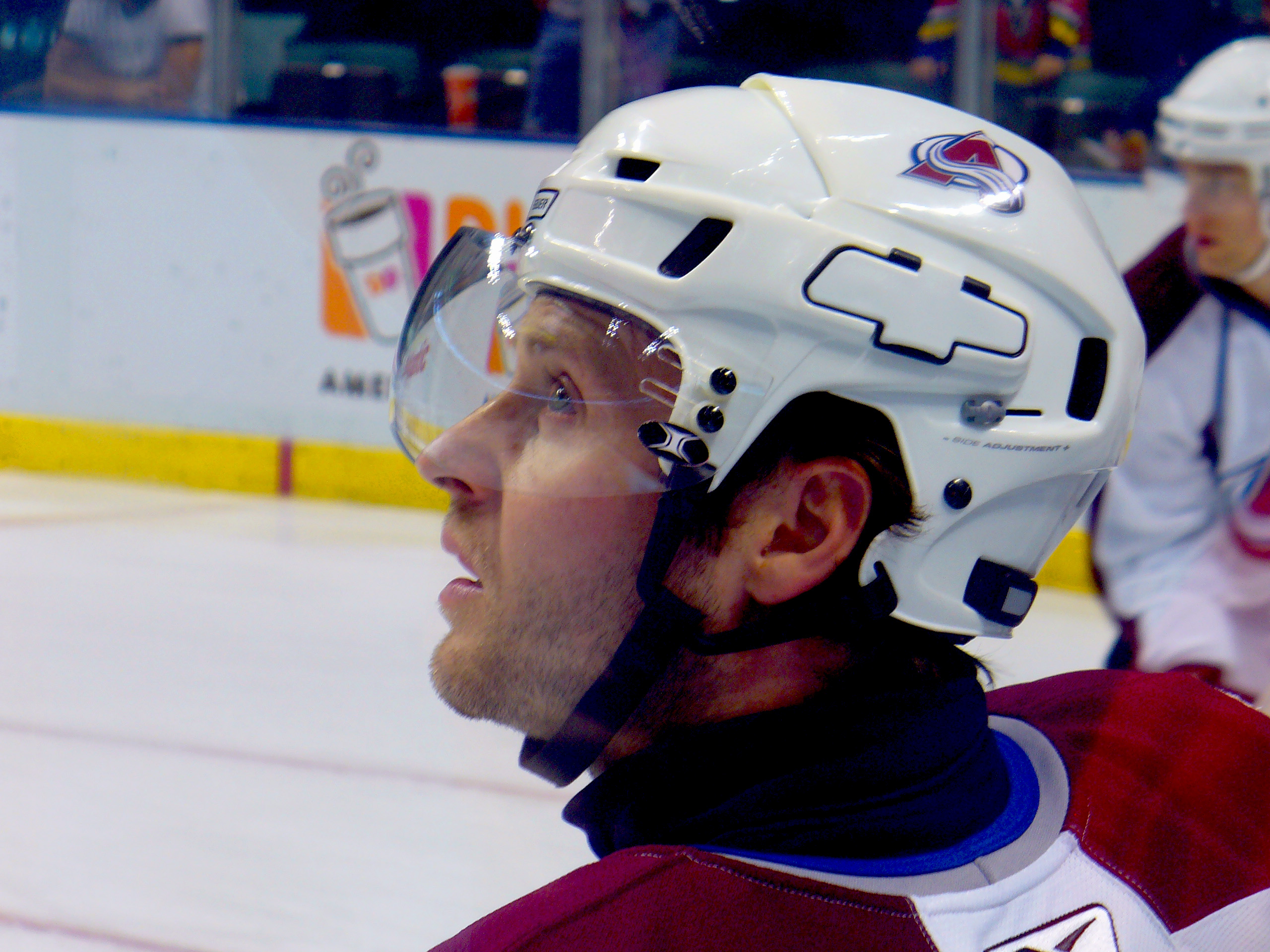
Jaroslav Hlinka, meilleur pointeur de la saison régulière.

Cette section présente les meilleurs pointeurs de la saison régulière.
|    | Joueur           | Équipe     | PJ | B  | A  | Pts |
| -- | ---------------- | ---------- | -- | -- | -- | --- |
| 1  | Jaroslav Hlinka  | Sparta     | 46 | 19 | 38 | 57  |
| 2  | Pavel Patera     | Kladno     | 52 | 18 | 39 | 57  |
| 3  | Petr Sýkora      | Pardubice  | 50 | 37 | 16 | 53  |
| 4  | Martin Procházka | Kladno     | 49 | 35 | 16 | 51  |
| 5  | Petr Ton         | Sparta     | 51 | 25 | 24 | 49  |
| 6  | Jaroslav Kalla   | Kladno     | 52 | 15 | 33 | 48  |
| 7  | Robert Reichel   | Litvínov   | 52 | 26 | 21 | 47  |
| 8  | Viktor Hübl      | Budejovice | 52 | 26 | 19 | 45  |
| 9  | Jaroslav Bednář  | Slavia     | 52 | 22 | 23 | 45  |
| 10 | Petr Leška       | Zlín       | 52 | 20 | 21 | 41  |

### Play-offs

#### Phase préliminaire
HC Energie Karlovy Vary - HC Oceláři Třinec
| 23 février 2007 | HC Energie Karlovy Vary | 1-3 (1-0, 0-1, 0-2) | HC Oceláři Třinec | Zimní Stadion Karlovy Vary 3 168 spectateurs |

| Feuille de match | Feuille de match    | Feuille de match | Feuille de match                                         | Feuille de match |
| ---------------- | ------------------- | ---------------- | -------------------------------------------------------- | ---------------- |
|                  | F. Skládaný - 09:51 |                  | 25:37 - J. Štefanka 47:36 - J. Štefanka 59:06 - R. Tomas |                  |
| L. Sáblík        | Gardiens            | R. Čechmánek     |                                                          |                  |
| 16 min           | Pénalités           | 30 min           |                                                          |                  |
| 38               | Tirs                | 26               |                                                          |                  |

| 24 février 2007 | HC Energie Karlovy Vary | 2-3 (0-0, 2-1, 0-2) | HC Oceláři Třinec | Zimní Stadion Karlovy Vary 2 651 spectateurs |

| Feuille de match | Feuille de match                      | Feuille de match | Feuille de match                                          | Feuille de match |
| ---------------- | ------------------------------------- | ---------------- | --------------------------------------------------------- | ---------------- |
|                  | J. Košťál - 31:08 V. Skuhravý - 36:15 |                  | 38:17 - J. Štefanka 48:54 - J. Štefanka 50:50 - L. Korhoň |                  |
| L. Sáblík        | Gardiens                              | R. Čechmánek     |                                                           |                  |
| 40 min           | Pénalités                             | 59 min           |                                                           |                  |
| 43               | Tirs                                  | 27               |                                                           |                  |

| 26 février 2007 | HC Oceláři Třinec | 2-1 (0-0, 1-0, 0-1) | HC Energie Karlovy Vary | Třinecký Zimní Stadion 3 968 spectateurs |

| Feuille de match | Feuille de match   | Feuille de match | Feuille de match   | Feuille de match |
| ---------------- | ------------------ | ---------------- | ------------------ | ---------------- |
|                  | 38:50 - Z. Skořepa |                  | P. Kumstát - 49:52 |                  |
| R. Čechmánek     | Gardiens           | L. Sáblík        |                    |                  |
| 18 min           | Pénalités          | 30 min           |                    |                  |
| 47               | Tirs               | 37               |                    |                  |

HC Rabat Kladno - HC Znojemští Orli
| 23 février 2007 | HC Rabat Kladno | 2-3 (0-1, 1-1, 1-1) | HC Znojemští Orli | Městský zimní stadion 4 120 spectateurs |

| Feuille de match | Feuille de match                       | Feuille de match | Feuille de match                                  | Feuille de match |
| ---------------- | -------------------------------------- | ---------------- | ------------------------------------------------- | ---------------- |
|                  | R. Gardoň - 25:51 M. Procházka - 52:19 |                  | 01:22 - M. Tvrdík 31:29 - O. Kříž 42:26 - V. Říha |                  |
| Z. Orct          | Gardiens                               | J. Trvaj         |                                                   |                  |
| 20 min           | Pénalités                              | 12 min           |                                                   |                  |
| 28               | Tirs                                   | 36               |                                                   |                  |

| 24 février 2007 | HC Rabat Kladno | 1-2 (0-1, 1-0, 0-1) | HC Znojemští Orli | Městský zimní stadion 4 568 spectateurs |

| Feuille de match | Feuille de match    | Feuille de match | Feuille de match                    | Feuille de match |
| ---------------- | ------------------- | ---------------- | ----------------------------------- | ---------------- |
|                  | R. Bělohlav - 35:43 |                  | 15:05 - V. Meidl 48:12 - J. Svoboda |                  |
| Z. Orct          | Gardiens            | J. Trvaj         |                                     |                  |
| 26 min           | Pénalités           | 30 min           |                                     |                  |
| 28               | Tirs                | 34               |                                     |                  |

| 26 février 2007 | HC Znojemští Orli | 3-2 (1-2, 1-0, 1-0) | HC Rabat Kladno | Hostan Arena 4 533 spectateurs |

| Feuille de match | Feuille de match                                    | Feuille de match | Feuille de match                  | Feuille de match |
| ---------------- | --------------------------------------------------- | ---------------- | --------------------------------- | ---------------- |
|                  | K. Plášek - 11:10 O. Kříž - 27:15 J. Dopita - 57:37 |                  | 02:12 - J. Kalla 08:31 - T. Horna |                  |
| J. Trvaj         | Gardiens                                            | Z. Orct          |                                   |                  |
| 41 min           | Pénalités                                           | 34 min           |                                   |                  |
|                  |                                                     |                  |                                   |                  |

Les équipes de Znojmo et de Třinec gagnent les deux dernières places des séries.

#### Arbre de qualification
|  | Quarts de finale      | Quarts de finale      |                      |   | Demi-finales | Demi-finales |  |  | Finale | Finale |
|  | Quarts de finale      | Quarts de finale      |                      |   | Demi-finales | Demi-finales |  |  | Finale | Finale |
|  |                       |                       |                      |   |              |              |  |  |        |        |
|  |                       |                       |                      |   |              |              |  |  |        |        |
|  |                       |                       |                      |   |              |              |  |  |        |        |
|  | HC Sparta Prague      | 4                     |                      |   |              |              |  |  |        |        |
|  | HC Sparta Prague      | 4                     |                      |   |              |              |  |  |        |        |
|  | HC Hamé Zlín          | 1                     |                      |   |              |              |  |  |        |        |
|  | HC Hamé Zlín          | 1                     | HC Sparta Prague     | 4 |              |              |  |  |        |        |
|  |                       |                       | HC Sparta Prague     | 4 |              |              |  |  |        |        |
|  |                       | HC Bílí Tygři Liberec | 1                    |   |              |              |  |  |        |        |
|  | HC Bílí Tygři Liberec | HC Bílí Tygři Liberec | 1                    | 4 |              |              |  |  |        |        |
|  | HC Bílí Tygři Liberec |                       |                      | 4 |              |              |  |  |        |        |
|  | HC Oceláři Třinec     | 3                     |                      |   |              |              |  |  |        |        |
|  | HC Oceláři Třinec     | 3                     | HC Sparta Prague     | 4 |              |              |  |  |        |        |
|  |                       |                       | HC Sparta Prague     | 4 |              |              |  |  |        |        |
|  |                       | HC Moeller Pardubice  | 2                    |   |              |              |  |  |        |        |
|  | HC Moeller Pardubice  | HC Moeller Pardubice  | 2                    | 4 |              |              |  |  |        |        |
|  | HC Moeller Pardubice  |                       |                      | 4 |              |              |  |  |        |        |
|  | HC Znojemští Orli     | 3                     |                      |   |              |              |  |  |        |        |
|  | HC Znojemští Orli     | 3                     | HC Moeller Pardubice | 4 |              |              |  |  |        |        |
|  |                       |                       | HC Moeller Pardubice | 4 |              |              |  |  |        |        |
|  |                       | HC České Budějovice   | 1                    |   |              |              |  |  |        |        |
|  | HC Slavia Prague      | HC České Budějovice   | 1                    | 2 |              |              |  |  |        |        |
|  | HC Slavia Prague      |                       |                      | 2 |              |              |  |  |        |        |
|  | HC České Budějovice   | 4                     |                      |   |              |              |  |  |        |        |
|  | HC České Budějovice   | 4                     |                      |   |              |              |  |  |        |        |

#### Phase finale

##### Quarts-de-finale
HC Sparta Prague - HC Hamé Zlín
| 3 mars 2007 | HC Sparta Prague | 4-0 (0-0, 2-0, 2-0) | HC Hamé Zlín | T-Mobile Arena 10 172 spectateurs |

| Feuille de match | Feuille de match                                                                                                 | Feuille de match | Feuille de match | Feuille de match                                       |
| ---------------- | --- | ---------------- | ---------------- | ------------------------------------------------------ |
|                  | 22:07 - J. Hlaváč (F. Ptáček) 28:45 - P. Ton (J. Hlinka) 55:07 - P. Ton (F. Ptáček) 58:36 - M. Sivek (J. Hlinka) |                  | -                | Arbitrage : M. Minář - V. Šindler J. Bláha - E. Kostka |
| T. Dubas         | Gardiens | I. Murín         |                  | Arbitrage : M. Minář - V. Šindler J. Bláha - E. Kostka |
| 30 min           | Pénalités | 18 min           |                  | Arbitrage : M. Minář - V. Šindler J. Bláha - E. Kostka |
| 34               | Tirs | 36               |                  | Arbitrage : M. Minář - V. Šindler J. Bláha - E. Kostka |

| 4 mars 2007 | HC Sparta Prague | 3-2 (0-0, 0-0, 3-2) | HC Hamé Zlín | T-Mobile Arena 9 542 spectateurs |

| Feuille de match | Feuille de match                                                                      | Feuille de match | Feuille de match                                             | Feuille de match                                       |
| ---------------- | ------------------------------------------------------------------------------------- | ---------------- | ------------------------------------------------------------ | ------------------------------------------------------ |
|                  | F. Ptáček (J. Hlaváč) - 40:30 T. Netík (P. Ton)- 45:02 J. Hlaváč (O. Kratěna) - 51:34 |                  | 55:35 - P. Kašpařík (L. Vosátko) 59:36 - M. Lučka (R. Kovář) | Arbitrage : A. Jeřábek - T. Turčan M. Čech - L. Chytil |
| T. Dubas         | Gardiens                                                                              | I. Murín         |                                                              | Arbitrage : A. Jeřábek - T. Turčan M. Čech - L. Chytil |
| 48 min           | Pénalités                                                                             | 30 min           |                                                              | Arbitrage : A. Jeřábek - T. Turčan M. Čech - L. Chytil |
| 32               | Tirs                                                                                  | 35               |                                                              | Arbitrage : A. Jeřábek - T. Turčan M. Čech - L. Chytil |

| 7 mars 2007 | HC Hamé Zlín | 2-3 (TB) (1-1, 0-1, 1-0, 0-0) | HC Sparta Prague | Stadion Luďka Čajky 6 830 spectateurs |

| Feuille de match | Feuille de match                                                | Feuille de match | Feuille de match                                                            | Feuille de match                                      |
| ---------------- | --------------------------------------------------------------- | ---------------- | --------------------------------------------------------------------------- | ----------------------------------------------------- |
|                  | M. Záhorovský (P. Leška) - 14:36 P. Kašpařík (R. Tomík) - 52:59 |                  | 16:24 - P. Ton (J. Vykoukal) 35:01 - K. Hromas (J. Vykoukal) TF : J. Hlaváč | Arbitrage : R. Polák - T. Turčan M. Bádal - R. Pouzar |
| I. Murín         | Gardiens                                                        | T. Dubas         |                                                                             | Arbitrage : R. Polák - T. Turčan M. Bádal - R. Pouzar |
| 16 min           | Pénalités                                                       | 14 min           |                                                                             | Arbitrage : R. Polák - T. Turčan M. Bádal - R. Pouzar |
| 53               | Tirs                                                            | 35               |                                                                             | Arbitrage : R. Polák - T. Turčan M. Bádal - R. Pouzar |

| 8 mars 2007 | HC Hamé Zlín | 5-2 (2-0, 2-1, 1-1) | HC Sparta Prague | Stadion Luďka Čajky 6 161 spectateurs |

| Feuille de match | Feuille de match | Feuille de match       | Feuille de match                                                | Feuille de match                                       |
| ---------------- | --- | ---------------------- | --------------------------------------------------------------- | ------------------------------------------------------ |
|                  | D. Nosek (L. Galvas) - 11:48 L. Galvas (P. Leška) - 17:19 D. Nosek (P. Mokrejš) - 22:27 M. Hamrlík (P. Leška) - 35:56 M. Záhorovský (R. Tomík) - 42:27 |                        | 38:20 - M. Dragoun (J. Langhammer) 55:30 - L. Rob (J. Vykoukal) | Arbitrage : P. Bolina - M. Jebavý T. Pešek - P. Šatava |
| I. Murín         | Gardiens | T. Dubas - D. Salfický |                                                                 | Arbitrage : P. Bolina - M. Jebavý T. Pešek - P. Šatava |
| 22 min           | Pénalités | 18 min                 |                                                                 | Arbitrage : P. Bolina - M. Jebavý T. Pešek - P. Šatava |
| 28               | Tirs | 42                     |                                                                 | Arbitrage : P. Bolina - M. Jebavý T. Pešek - P. Šatava |

| 11 mars 2007 | HC Sparta Prague | 3-2 (1-1, 2-1, 0-0) | HC Hamé Zlín | T-Mobile Arena 12 770 spectateurs |

| Feuille de match | Feuille de match                                                                        | Feuille de match | Feuille de match                                    | Feuille de match                                       |
| ---------------- | --------------------------------------------------------------------------------------- | ---------------- | --------------------------------------------------- | ------------------------------------------------------ |
|                  | P.Ton (J. Hlaváč) - 19:46 J. Zelenka (F. Ptáček) - 20:30 P. Ton (J. Langhammer) - 32:39 |                  | 08:36 - A. Novotný 37:24 - R. Tomík (M. Záhorovský) | Arbitrage : T. Turčan - P. Mikula T. Pešek - P. Šatava |
| T. Dubas         | Gardiens                                                                                | I. Murín         |                                                     | Arbitrage : T. Turčan - P. Mikula T. Pešek - P. Šatava |
| 8 min            | Pénalités                                                                               | 10 min           |                                                     | Arbitrage : T. Turčan - P. Mikula T. Pešek - P. Šatava |
| 38               | Tirs                                                                                    | 32               |                                                     | Arbitrage : T. Turčan - P. Mikula T. Pešek - P. Šatava |

HC Bílí Tygři Liberec - HC Oceláři Třinec
| 5 mars 2007 | HC Bílí Tygři Liberec | 2-1 (pr) (0-0, 1-0, 0-1, 1-0) | HC Oceláři Třinec | Tipsport arena Liberec 7 067 spectateurs |

| Feuille de match | Feuille de match                                    | Feuille de match | Feuille de match    | Feuille de match                                           |
| ---------------- | --------------------------------------------------- | ---------------- | ------------------- | ---------------------------------------------------------- |
|                  | L. Vaic (L. Zíb) - 23:59 L. Zíb (A. Krstev) - 68:24 |                  | 56:19 - R. Martynek | Arbitrage : F. Rejthar - M. Smeták J. Gebauer - V. Lederer |
| M. Hnilička      | Gardiens                                            | R. Čechmánek     |                     | Arbitrage : F. Rejthar - M. Smeták J. Gebauer - V. Lederer |
| 24 min           | Pénalités                                           | 12 min           |                     | Arbitrage : F. Rejthar - M. Smeták J. Gebauer - V. Lederer |
| 41               | Tirs                                                | 32               |                     | Arbitrage : F. Rejthar - M. Smeták J. Gebauer - V. Lederer |

| 6 mars 2007 | HC Bílí Tygři Liberec | 3-4 (pr) (1-1, 2-1, 0-1, 0-1) | HC Oceláři Třinec | Tipsport arena Liberec 7 354 spectateurs |

| Feuille de match | Feuille de match                                                                      | Feuille de match | Feuille de match | Feuille de match                                           |
| ---------------- | ------------------------------------------------------------------------------------- | ---------------- | --- | ---------------------------------------------------------- |
|                  | V. Jiruš (V. Pletka)- 05:58 V. Pletka (V. Jiruš) - 32:14 J. Víšek (A. Krstev) - 35:12 |                  | 12:37 - J. Štefanka (V. Kroupa) 20:17 - M. Kolusz (Z. Skořepa) 56:16 - L. Korhon (R. Tomas) 65:28 - R. Martynek (L. Korhoň) | Arbitrage : P. Bolina - M. Homola P. Charvát - F. Kalivoda |
| M. Hnilička      | Gardiens                                                                              | R. Čechmánek     | | Arbitrage : P. Bolina - M. Homola P. Charvát - F. Kalivoda |
| 8 min            | Pénalités                                                                             | 26 min           | | Arbitrage : P. Bolina - M. Homola P. Charvát - F. Kalivoda |
| 50               | Tirs                                                                                  | 23               | | Arbitrage : P. Bolina - M. Homola P. Charvát - F. Kalivoda |

| 9 mars 2007 | HC Oceláři Třinec | 2-3 (0-0, 2-1, 0-2) | HC Bílí Tygři Liberec | Zimní Stadion Karlovy Vary 4 892 spectateurs |

| Feuille de match | Feuille de match                                         | Feuille de match | Feuille de match                                                                              | Feuille de match                                            |
| ---------------- | -------------------------------------------------------- | ---------------- | --------------------------------------------------------------------------------------------- | ----------------------------------------------------------- |
|                  | L. Korhon (J. Výtisk) - 21:25 L. Říha (T. Pácal) - 38:38 |                  | 37:20 - P. Šachl (L. Pabiška) 42:38 - O. Hruška (S. Procházka) 55:37 - T. Klimenta (J. Víšek) | Arbitrage : M. Minář - M. Smeták M. Hlavatý - R. Tošenovjan |
| R. Čechmánek     | Gardiens                                                 | M. Hnilička      |                                                                                               | Arbitrage : M. Minář - M. Smeták M. Hlavatý - R. Tošenovjan |
| 10 min           | Pénalités                                                | 14 min           |                                                                                               | Arbitrage : M. Minář - M. Smeták M. Hlavatý - R. Tošenovjan |
| 33               | Tirs                                                     | 45               |                                                                                               | Arbitrage : M. Minář - M. Smeták M. Hlavatý - R. Tošenovjan |

| 10 mars 2007 | HC Oceláři Třinec | 4-1 (2-0, 2-0, 0-1) | HC Bílí Tygři Liberec | Zimní Stadion Karlovy Vary 4 278 spectateurs |

| Feuille de match | Feuille de match | Feuille de match        | Feuille de match              | Feuille de match                                          |
| ---------------- | --- | ----------------------- | ----------------------------- | --------------------------------------------------------- |
|                  | L. Korhon (V. Kroupa) - 07:56 R. Martynek (J. Peterek) - 08:34 J. Štefanka (Z. Skořepa) - 26:56 V. Kroupa (M. Kolusz) - 33:41 |                         | 42:48 - L. Pabiška (B. Žabka) | Arbitrage : J. Jeřábek - V. Šindler S. Barvíř - P. Blümel |
| R. Čechmánek     | Gardiens | M. Hnilička F. Šindelář |                               | Arbitrage : J. Jeřábek - V. Šindler S. Barvíř - P. Blümel |
| 40 min           | Pénalités | 75 min                  |                               | Arbitrage : J. Jeřábek - V. Šindler S. Barvíř - P. Blümel |
| 38               | Tirs | 35                      |                               | Arbitrage : J. Jeřábek - V. Šindler S. Barvíř - P. Blümel |

| 12 mars 2007 | HC Bílí Tygři Liberec | 3-2 (P) (0-1, 0-0, 2-1, 1-0) | HC Oceláři Třinec | Tipsport arena Liberec 7 500 spectateurs |

| Feuille de match | Feuille de match                                                                           | Feuille de match | Feuille de match                                               | Feuille de match                                        |
| ---------------- | ------------------------------------------------------------------------------------------ | ---------------- | -------------------------------------------------------------- | ------------------------------------------------------- |
|                  | V. Pletka (V. Jiruš) - 42:30 L. Zíb (T.Klimenta) - 58:40 S. Procházka (L. Pabiška) - 65:04 |                  | 05:08 - J. Výtisk (Z. Skořepa) 58:07 - L. Korhon (J. Polanský) | Arbitrage : A. Jeřábek - M. Smeták M. Bádal - R. Pouzar |
| M. Hnilička      | Gardiens                                                                                   | R. Čechmánek     |                                                                | Arbitrage : A. Jeřábek - M. Smeták M. Bádal - R. Pouzar |
| 18 min           | Pénalités                                                                                  | 28 min           |                                                                | Arbitrage : A. Jeřábek - M. Smeták M. Bádal - R. Pouzar |
| 58               | Tirs                                                                                       | 24               |                                                                | Arbitrage : A. Jeřábek - M. Smeták M. Bádal - R. Pouzar |

| 14 mars 2007 | HC Oceláři Třinec | 3-1 (0-1, 2-0, 1-0) | HC Bílí Tygři Liberec | Zimní Stadion Karlovy Vary 4 781 spectateurs |

| Feuille de match | Feuille de match                                                                               | Feuille de match | Feuille de match                  | Feuille de match                                         |
| ---------------- | ---------------------------------------------------------------------------------------------- | ---------------- | --------------------------------- | -------------------------------------------------------- |
|                  | J. Štefanka (T. Pácal) - 31:06 Z. Skořepa (J. Štefanka) - 32:19 M. Kolusz (Z. Skořepa) - 54:33 |                  | 18:57 - A. Podkonický (V. Pletka) | Arbitrage : J. Jeřábek - M. Smeták S. Barvíř - P. Blümel |
| R. Čechmánek     | Gardiens                                                                                       | M. Hnilička      |                                   | Arbitrage : J. Jeřábek - M. Smeták S. Barvíř - P. Blümel |
| 16 min           | Pénalités                                                                                      | 32 min           |                                   | Arbitrage : J. Jeřábek - M. Smeták S. Barvíř - P. Blümel |
| 41               | Tirs                                                                                           | 41               |                                   | Arbitrage : J. Jeřábek - M. Smeták S. Barvíř - P. Blümel |

| 16 mars 2007 | HC Bílí Tygři Liberec | 4-2 (1-0, 0-1, 3-1) | HC Oceláři Třinec | Tipsport arena Liberec 7 500 spectateurs |

| Feuille de match | Feuille de match | Feuille de match | Feuille de match                                              | Feuille de match                                       |
| ---------------- | --- | ---------------- | ------------------------------------------------------------- | ------------------------------------------------------ |
|                  | L. Čermák (A. Podkonický) - 00:42 T. Klimenta (Plodek) - 48:00 V. Pletka (L. Čermák) - 51:15 V. Pletka (A. Podkonický) - 57:11 |                  | 31:37 - L. Říha (Z. Skořepa) 54:17 - M. Zálešák (J. Polanský) | Arbitrage : M. Minář - V. Šindler M. Bádal - R. Pouzar |
| M. Hnilička      | Gardiens | R. Čechmánek     |                                                               | Arbitrage : M. Minář - V. Šindler M. Bádal - R. Pouzar |
| 26 min           | Pénalités | 60 min           |                                                               | Arbitrage : M. Minář - V. Šindler M. Bádal - R. Pouzar |
| 50               | Tirs | 30               |                                                               | Arbitrage : M. Minář - V. Šindler M. Bádal - R. Pouzar |

HC Moeller Pardubice - HC Znojemští Orli
| 5 mars 2007 | HC Moeller Pardubice | 5-2 (1-1, 1-0, 3-1) | HC Znojemští Orli | ČEZ Arena Pardubice 9 116 spectateurs |

| Feuille de match | Feuille de match | Feuille de match | Feuille de match                       | Feuille de match                                |
| ---------------- | --- | ---------------- | -------------------------------------- | ----------------------------------------------- |
|                  | Čaloun (Hlinka) - 17:38 Rolinek (Sýkora) - 22:48 Pivko (Ondřej) - 45:08 Sýkora (Blažek) - 46:13 Rolinek (Sýkora) - 57:45 |                  | 08:28 - Padělek 54:13 - Tvrdík (Haman) | Arbitrage : Mikula - Minář Hlavatý - Tošenovjan |
| Lašák            | Gardiens | Trvaj - Kameš    |                                        | Arbitrage : Mikula - Minář Hlavatý - Tošenovjan |
| 14 min           | Pénalités | 18 min           |                                        | Arbitrage : Mikula - Minář Hlavatý - Tošenovjan |
| 37               | Tirs | 33               |                                        | Arbitrage : Mikula - Minář Hlavatý - Tošenovjan |

| 6 mars 2007 | HC Moeller Pardubice | 2-0 (0-0, 0-0, 2-0) | HC Znojemští Orli | ČEZ Arena Pardubice 9 054 spectateurs |

| Feuille de match | Feuille de match                                     | Feuille de match | Feuille de match | Feuille de match                            |
| ---------------- | ---------------------------------------------------- | ---------------- | ---------------- | ------------------------------------------- |
|                  | Andrašovský (Snopek) - 41:18 Čaloun (Hlinka) - 59:49 |                  | -                | Arbitrage : Kubeš - Turčan Hejduk - Křivský |
| Lašák            | Gardiens                                             | Trvaj            |                  | Arbitrage : Kubeš - Turčan Hejduk - Křivský |
| 26 min           | Pénalités                                            | 24 min           |                  | Arbitrage : Kubeš - Turčan Hejduk - Křivský |
| 36               | Tirs                                                 | 81               |                  | Arbitrage : Kubeš - Turčan Hejduk - Křivský |

| 9 mars 2007 | HC Znojemští Orli | 0-3 (0-1, 0-1, 0-1) | HC Moeller Pardubice | Hostan Arena 4 395 spectateurs |

| Feuille de match | Feuille de match | Feuille de match | Feuille de match                                                  | Feuille de match                              |
| ---------------- | ---------------- | ---------------- | ----------------------------------------------------------------- | --------------------------------------------- |
|                  | -                |                  | 04:05 - Sýkora (Píša) 22:41 - Blažek (Píša) 46:14 - Čech (Čaloun) | Arbitrage : Husička - Polák Gebauer - Lederer |
| Trvaj            | Gardiens         | Lašák            |                                                                   | Arbitrage : Husička - Polák Gebauer - Lederer |
| 99 min           | Pénalités        | 92 min           |                                                                   | Arbitrage : Husička - Polák Gebauer - Lederer |
| 29               | Tirs             | 39               |                                                                   | Arbitrage : Husička - Polák Gebauer - Lederer |

| 10 mars 2007 | HC Znojemští Orli | 3-1 (2-0, 0-1, 1-0) | HC Moeller Pardubice | Hostan Arena 3 855 spectateurs |

| Feuille de match | Feuille de match                                                           | Feuille de match | Feuille de match            | Feuille de match                               |
| ---------------- | -------------------------------------------------------------------------- | ---------------- | --------------------------- | ---------------------------------------------- |
|                  | Mojžíš (Padělek) - 05:08 Dopita (Růžička) - 07:46 Tvrdík (Selingr) - 56:46 |                  | 28:25 - Pivko (Andrašovský) | Arbitrage : Homola - Jebavý Kalivoda - Charvát |
| Trvaj            | Gardiens                                                                   | Lašák            |                             | Arbitrage : Homola - Jebavý Kalivoda - Charvát |
| 14 min           | Pénalités                                                                  | 12 min           |                             | Arbitrage : Homola - Jebavý Kalivoda - Charvát |
| 36               | Tirs                                                                       | 33               |                             | Arbitrage : Homola - Jebavý Kalivoda - Charvát |

| 12 mars 2007 | HC Moeller Pardubice | 0-2 (0-1, 0-1, 0-0) | HC Znojemští Orli | ČEZ Arena Pardubice 8 826 spectateurs |

| Feuille de match | Feuille de match | Feuille de match | Feuille de match                                 | Feuille de match                          |
| ---------------- | ---------------- | ---------------- | ------------------------------------------------ | ----------------------------------------- |
|                  | -                |                  | 06:59 - Růžička (Jareš) 21:05 - Tvrdík (Padělek) | Arbitrage : Minář - Šindler Chytil - Čech |
| Lašák            | Gardiens         | Trvaj            |                                                  | Arbitrage : Minář - Šindler Chytil - Čech |
| 40 min           | Pénalités        | 18 min           |                                                  | Arbitrage : Minář - Šindler Chytil - Čech |
| 34               | Tirs             | 25               |                                                  | Arbitrage : Minář - Šindler Chytil - Čech |

| 14 mars 2007 | HC Znojemští Orli | 2-1 (1-0, 0-1, 1-0) | HC Moeller Pardubice | Hostan Arena 4 155 spectateurs |

| Feuille de match | Feuille de match                               | Feuille de match | Feuille de match         | Feuille de match                                 |
| ---------------- | ---------------------------------------------- | ---------------- | ------------------------ | ------------------------------------------------ |
|                  | Tvrdík (Kříž) - 18:08 Selingr (Tvrdík) - 47:30 |                  | 29:08 - Sýkora (Rolinek) | Arbitrage : Minář - Šindler Hlavatý - Tošenovjan |
| Trvaj            | Gardiens                                       | Lašák            |                          | Arbitrage : Minář - Šindler Hlavatý - Tošenovjan |
| 20 min           | Pénalités                                      | 12 min           |                          | Arbitrage : Minář - Šindler Hlavatý - Tošenovjan |
| 35               | Tirs                                           | 32               |                          | Arbitrage : Minář - Šindler Hlavatý - Tošenovjan |

| 16 mars 2007 | HC Moeller Pardubice | 5-0 (2-0, 2-0, 1-0) | HC Znojemští Orli | ČEZ Arena Pardubice 9 300 spectateurs |

| Feuille de match | Feuille de match | Feuille de match | Feuille de match | Feuille de match                             |
| ---------------- | --- | ---------------- | ---------------- | -------------------------------------------- |
|                  | Sýkora (Hlinka) - 19:29 Havíř (Pucher) - 19:52 Sýkora (Píša) - 28:07 Sýkora (Čáslava) - 37:04 Koukal (Andrašovský) - 56:40 |                  | -                | Arbitrage : Husička - Polák Chytil - Gebauer |
| Lašák            | Gardiens | Trvaj            |                  | Arbitrage : Husička - Polák Chytil - Gebauer |
| 14 min           | Pénalités | 18 min           |                  | Arbitrage : Husička - Polák Chytil - Gebauer |
| 53               | Tirs | 19               |                  | Arbitrage : Husička - Polák Chytil - Gebauer |

HC České Budějovice - HC Slavia Prague
| 3 mars 2007 | HC České Budějovice | 2-1 (TB) (1-0, 0-1, 0-0, 0-0) | HC Slavia Prague | Budvar aréna |

| Feuille de match | Feuille de match                 | Feuille de match | Feuille de match        | Feuille de match |
| ---------------- | -------------------------------- | ---------------- | ----------------------- | ---------------- |
|                  | Hübl (Hudec) - 00:34 TF : Sailer |                  | 30:25 - Graňák (Bednář) |                  |
| Turek            | Gardiens                         | Svoboda          |                         |                  |
|                  |                                  |                  |                         |                  |
|                  |                                  |                  |                         |                  |

| 4 mars 2007 | HC České Budějovice | 5-1 (3-0, 1-1, 1-0) | HC Slavia Prague | Budvar aréna |

| Feuille de match | Feuille de match | Feuille de match | Feuille de match         | Feuille de match |
| ---------------- | --- | ---------------- | ------------------------ | ---------------- |
|                  | Gulaš (Květoň) - 02:05 Toman (Brabenec) - 02:35 Šimánek (Sailer) - 14:55 Mertl (Kotrla) - 22:32 Hudec (Brabenec) - 50:47 |                  | 27:28 - Tomica (Vašíček) |                  |
| Turek            | Gardiens | Svoboda          |                          |                  |
|                  | |                  |                          |                  |
|                  | |                  |                          |                  |

| 7 mars 2007 | HC Slavia Prague | 6-1 (3-0, 1-0, 2-1) | HC České Budějovice | Sazka Arena |

| Feuille de match | Feuille de match | Feuille de match | Feuille de match           | Feuille de match |
| ---------------- | --- | ---------------- | -------------------------- | ---------------- |
|                  | Beránek (Bednář) - 12:40 Bednář (Hruška) - 17:03 Vondrka (Červenka) - 17:41 Sup (Hruška) - 39:25 Rataj (Graňák) - 41:15 Červenka (Borovanský) - 46:55 |                  | 52:04 - Vydarený (Šimánek) |                  |
| Hronek           | Gardiens | Chábera - Turek  |                            |                  |
|                  | |                  |                            |                  |
|                  | |                  |                            |                  |

| 8 mars 2007 | HC Slavia Prague | 4-3 (2-1, 0-1, 2-1) | HC České Budějovice | Sazka Arena |

| Feuille de match | Feuille de match                                                                                   | Feuille de match | Feuille de match                                                     | Feuille de match |
| ---------------- | -------------------------------------------------------------------------------------------------- | ---------------- | -------------------------------------------------------------------- | ---------------- |
|                  | Červenka (Drtina) - 06:58 Žižka (Bednář) - 19:44 Drtina (Vondrka) - 46:43 Beránek (Bednář) - 55:03 |                  | 04:23 - Mertl (Kotrla) 24:58 - Sailer (Mertl) 53:16 - Kotrla (Mertl) |                  |
| Hronek           | Gardiens                                                                                           | Turek            |                                                                      |                  |
|                  | |                  |                                                                      |                  |
|                  | |                  |                                                                      |                  |

| 11 mars 2007 | HC České Budějovice | 4-3 (0-0, 1-1, 3-2) | HC Slavia Prague | Budvar aréna |

| Feuille de match | Feuille de match                                                                                   | Feuille de match | Feuille de match                                                       | Feuille de match |
| ---------------- | -------------------------------------------------------------------------------------------------- | ---------------- | ---------------------------------------------------------------------- | ---------------- |
|                  | Posmyk (Vydarený) - 37:57 Kotrla (Hřebejk) - 41:50 Hübl (Šimánek) - 53:54 Hudec (Stantien) - 54:09 |                  | 31:19 - Vondrka (Žižka) 45:33 - Červenka (Vondrka) 58:20 - Sup (Žižka) |                  |
| Turek            | Gardiens                                                                                           | Hronek           |                                                                        |                  |
|                  | |                  |                                                                        |                  |
|                  | |                  |                                                                        |                  |

| 13 mars 2007 | HC Slavia Prague | 1-4 (1-0, 0-1, 0-3) | HC České Budějovice | Sazka Arena |

| Feuille de match | Feuille de match       | Feuille de match | Feuille de match                                                                            | Feuille de match |
| ---------------- | ---------------------- | ---------------- | ------------------------------------------------------------------------------------------- | ---------------- |
|                  | Hruška (Rataj) - 14:23 |                  | 32:25 - Hübl (Hřebejk) 40:38 - Gřegořek (Hübl) 50:36 - Hřebejk (Toman) 59:54 - Kotrla (Vak) |                  |
| Hronek           | Gardiens               | Turek            |                                                                                             |                  |
|                  |                        |                  |                                                                                             |                  |
|                  |                        |                  |                                                                                             |                  |

##### Demi-finales
HC Sparta Prague - HC Bílí Tygři Liberec
| 19 mars 2007 | HC Bílí Tygři Liberec | 5-2 (2-1, 2-1, 1-0) | HC Sparta Prague | Tipsport arena Liberec 7 500 spectateurs |

| Feuille de match | Feuille de match | Feuille de match | Feuille de match                                  | Feuille de match |
| ---------------- | --- | ---------------- | ------------------------------------------------- | ---------------- |
|                  | Podkonický (Čermák) - 07:22 Procházka (Pabiška) - 11:38 Víšek (Klimenta) - 34:47 Pabiška (Žabka) - 39:59 Pabiška - 50:01 |                  | 00:39 - Zelenka (Hlinka) 39:09 - Zelenka (Hlinka) |                  |
| Hnilička         | Gardiens | Duba             |                                                   |                  |
|                  | |                  |                                                   |                  |
| 38               | Tirs | 36               |                                                   |                  |

| 20 mars 2007 | HC Bílí Tygři Liberec | 1-2 (0-0, 0-1, 1-1) | HC Sparta Prague | Tipsport arena Liberec 7 500 spectateurs |

| Feuille de match | Feuille de match | Feuille de match | Feuille de match                                | Feuille de match |
| ---------------- | ---------------- | ---------------- | ----------------------------------------------- | ---------------- |
|                  | Pabiška - 47:08  |                  | 29:14 - Netík (Sivek) 54:23 - Hlaváč (Vykoukal) |                  |
| Hnilička         | Gardiens         | Duba             |                                                 |                  |
|                  |                  |                  |                                                 |                  |
| 37               | Tirs             | 47               |                                                 |                  |

| 23 mars 2007 | HC Sparta Prague | 2-1 (1-0, 1-0, 0-1) | HC Bílí Tygři Liberec | T-Mobile Arena 14 237 spectateurs |

| Feuille de match | Feuille de match                                | Feuille de match | Feuille de match         | Feuille de match |
| ---------------- | ----------------------------------------------- | ---------------- | ------------------------ | ---------------- |
|                  | Hlaváč (Hlinka) - 10:24 Sivek (Hanzlík) - 25:38 |                  | 49:17 - Klimenta (Čutta) |                  |
| Duba             | Gardiens                                        | Hnilička         |                          |                  |
|                  |                                                 |                  |                          |                  |
| 39               | Tirs                                            | 27               |                          |                  |

| 24 mars 2007 | HC Sparta Prague | 5-2 (1-1, 2-1, 0-1) | HC Bílí Tygři Liberec | T-Mobile Arena 13 214 spectateurs |

| Feuille de match | Feuille de match | Feuille de match | Feuille de match                              | Feuille de match |
| ---------------- | --- | ---------------- | --------------------------------------------- | ---------------- |
|                  | Langhammer (Ton) - 07:26 Hlinka (Černošek) - 11:46 Netík (Sivek) - 27:45 Ton (Hlinka) - 38:50 Dragoun (Hlinka) - 52:35 |                  | 32:50 - Podkonický (Kočí) 56:00 - Kočí (Vaic) |                  |
| Duba             | Gardiens | Hnilička         |                                               |                  |
|                  | |                  |                                               |                  |
| 42               | Tirs | 39               |                                               |                  |

| 27 mars 2007 | HC Bílí Tygři Liberec | 4-5 (1-1, 1-3, 2-1) | HC Sparta Prague | Tipsport arena Liberec 7 500 spectateurs |

| Feuille de match | Feuille de match                                                                            | Feuille de match | Feuille de match                                                                                              | Feuille de match |
| ---------------- | ------------------------------------------------------------------------------------------- | ---------------- | --- | ---------------- |
|                  | Žabka (Pletka) - 10:45 Kočí (Pabiška) - 31:46 Plodek (Víšek) - 51:00 Zíb (Klimenta) - 59:23 |                  | 05:57 - Hlaváč (Netík) 23:49 - Hlinka (Zelenka) 28:23 - Netík (Dragoun) 35:04 - Ton 50:42 - Hlinka (Černošek) |                  |
| Hnilička         | Gardiens                                                                                    | Duba             | |                  |
|                  |                                                                                             |                  | |                  |
| 42               | Tirs                                                                                        | 29               | |                  |

HC Moeller Pardubice - HC České Budějovice
| 21 mars 2007 | HC Moeller Pardubice | 4-1 (2-0, 0-1, 2-0) | HC České Budějovice | ČEZ Arena Pardubice 9 150 spectateurs |

| Feuille de match | Feuille de match                                                                    | Feuille de match | Feuille de match    | Feuille de match |
| ---------------- | ----------------------------------------------------------------------------------- | ---------------- | ------------------- | ---------------- |
|                  | Píša (Sýkora) - 15:02 Ondřej (Čech) - 18:35 Rolinek (Hlinka) - 49:28 Sýkora - 51:26 |                  | 37:48 - Mertl (Vak) |                  |
| Lašák            | Gardiens                                                                            | Turek            |                     |                  |
|                  |                                                                                     |                  |                     |                  |
| 46               | Tirs                                                                                | 30               |                     |                  |

| 22 mars 2007 | HC Moeller Pardubice | 4-2 (0-0, 1-0, 3-2) | HC České Budějovice | ČEZ Arena Pardubice 9 150 spectateurs |

| Feuille de match | Feuille de match                                                                                | Feuille de match | Feuille de match                             | Feuille de match |
| ---------------- | ----------------------------------------------------------------------------------------------- | ---------------- | -------------------------------------------- | ---------------- |
|                  | Hlinka (Sýkora) - 37:55 Pucher (Snopek) - 41:01 Kolář (Ondřej) - 45:17 Sýkora (Rolinek) - 58:20 |                  | 42:41 - Hřebejk (Hudec) 57:56 - Vak (Sailer) |                  |
| Lašák            | Gardiens                                                                                        | Turek            |                                              |                  |
|                  |                                                                                                 |                  |                                              |                  |
| 37               | Tirs                                                                                            | 46               |                                              |                  |

| 25 mars 2007 | HC České Budějovice | 3-0 (2-0, 0-0, 1-0) | HC Moeller Pardubice | Budvar aréna 6 421 spectateurs |

| Feuille de match | Feuille de match                                               | Feuille de match | Feuille de match | Feuille de match |
| ---------------- | -------------------------------------------------------------- | ---------------- | ---------------- | ---------------- |
|                  | Vak (Mertl) - 08:17 Hübl (Hřebejk) - 17:21 Mertl (Vak) - 57:26 |                  | -                |                  |
| Turek            | Gardiens                                                       | Lašák            |                  |                  |
|                  |                                                                |                  |                  |                  |
| 34               | Tirs                                                           | 36               |                  |                  |

| 26 mars 2007 | HC České Budějovice | 2-5 (0-2, 2-1, 0-2) | HC Moeller Pardubice | Budvar aréna 6 421 spectateurs |

| Feuille de match | Feuille de match                                    | Feuille de match | Feuille de match                                                                                                | Feuille de match |
| ---------------- | --------------------------------------------------- | ---------------- | --- | ---------------- |
|                  | Gřegořek (Sailer) - 35:23 Sailer (Brabenec) - 36:43 |                  | 05:56 - Ondřej (Kolář) 18:54 - Koukal (Kolář) 34:46 - Rolinek 44:23 - Sýkora (Čáslava) 47:38 - Sýkora (Rolinek) |                  |
| Turek            | Gardiens                                            | Lašák            | |                  |
|                  |                                                     |                  | |                  |
| 42               | Tirs                                                | 30               | |                  |

| 28 mars 2007 | HC Moeller Pardubice | 5-2 (2-1, 2-0, 1-1) | HC České Budějovice | ČEZ Arena Pardubice 9 150 spectateurs |

| Feuille de match | Feuille de match | Feuille de match | Feuille de match                                  | Feuille de match |
| ---------------- | --- | ---------------- | ------------------------------------------------- | ---------------- |
|                  | Cetkovský (Čaloun) - 10:15 Hlinka (Andrašovský) - 17:10 Andrašovský (Pucher) - 30:57 Ondřej (Kolář) - 39:52 Rolinek (Píša) - 59:58 |                  | 06:00 - Brabenec (Hudec) 43:04 - Hudec (Brabenec) |                  |
| Lašák            | Gardiens | Turek - Chábera  |                                                   |                  |
|                  | |                  |                                                   |                  |
| 36               | Tirs | 30               |                                                   |                  |

##### Finale
HC Moeller Pardubice - HC Sparta Prague
| 4 avril 2007 | HC Moeller Pardubice | 4-5 (pr) (2-0, 1-3, 1-1, 0-1) | HC Sparta Prague | ČEZ Arena Pardubice 9 450 spectateurs |

| Feuille de match | Feuille de match                                                                         | Feuille de match | Feuille de match                                                                             | Feuille de match |
| ---------------- | ---------------------------------------------------------------------------------------- | ---------------- | -------------------------------------------------------------------------------------------- | ---------------- |
|                  | Sýkora (Píša) - 09:45 Rolinek (Sýkora) - 11:50 F. Mrázek - 28:32 Snopek (Čaloun) - 41:24 |                  | 27:11 - Hlaváč (Netík) 37:14 - Ton (Kratěna) 37:50 - Sivek (Hlinka) 44:10 - Langhammer (Ton) |                  |
| J. Lašák         | Gardiens                                                                                 | T. Duba          |                                                                                              |                  |
|                  |                                                                                          |                  |                                                                                              |                  |
| 40               | Tirs                                                                                     | 34               |                                                                                              |                  |

| 5 avril 2007 | HC Moeller Pardubice | 3-5 (0-1, 3-3, 0-1) | HC Sparta Prague | ČEZ Arena Pardubice 9 450 spectateurs |

| Feuille de match | Feuille de match                                                        | Feuille de match | Feuille de match | Feuille de match |
| ---------------- | ----------------------------------------------------------------------- | ---------------- | --- | ---------------- |
|                  | Čaloun (Pucher) - 22:50 Havíř (Pucher) - 36:00 F. Mrázek (Koma) - 38:01 |                  | 17:58 - Ton (Hlinka) 29:26 - Kratěna (Ton) 30:56 - Podlešák (Hlinka) 32:19 - Zelenka (Hlinka) 46:32 - Hlaváč (Kratěna) |                  |
| J. Lašák         | Gardiens                                                                | T. Duba          | |                  |
|                  |                                                                         |                  | |                  |
| 43               | Tirs                                                                    | 28               | |                  |

| 8 avril 2007 | HC Sparta Prague | 7-3 (2-2, 2-0, 3-1) | HC Moeller Pardubice | T-Mobile Arena 14 500 spectateurs |

| Feuille de match | Feuille de match | Feuille de match      | Feuille de match                                                   | Feuille de match |
| ---------------- | --- | --------------------- | ------------------------------------------------------------------ | ---------------- |
|                  | Rob (Vykoukal) - 02:05 (Kratěna) - 08:33 Netík - 25:30 Kratěna (Vykoukal) - 34:32 Zelenka (Dragoun) - 44:14 Langhammer (Dragoun) - 45:49 Kratěna (Sivek) - 49:33 |                       | 11:36 - Koukal (Kolář) 17:38 - Čaloun (Čech) 45:32 - Čaloun (Čech) |                  |
| T. Duba          | Gardiens | J. Lašák - V. Koutský |                                                                    |                  |
|                  | |                       |                                                                    |                  |
| 29               | Tirs | 37                    |                                                                    |                  |

| 9 avril 2007 | HC Sparta Prague | 2-5 (0-2, 1-2, 1-1) | HC Moeller Pardubice | T-Mobile Arena 14 500 spectateurs |

| Feuille de match | Feuille de match                             | Feuille de match | Feuille de match | Feuille de match |
| ---------------- | -------------------------------------------- | ---------------- | --- | ---------------- |
|                  | J. Hlinka (F. Ptáček) - 33:46 P. Ton - 54:02 |                  | 06:48 - J. Čaloun (P. Pucher) 12:15 - T. Linhart 25:12 - T. Linhart (L. Pivko) 34:58 - Z. Ondřej (M. Hlinka) 45:22 - L. Pivko (J. Čaloun) |                  |
| T. Duba          | Gardiens                                     | J. Lašák         | |                  |
| 22 min           | Pénalités                                    | 18 min           | |                  |
| 42               | Tirs                                         | 34               | |                  |

| 12 avril 2007 | HC Moeller Pardubice | 5-1 (2-0, 3-1, 0-0) | HC Sparta Prague | ČEZ Arena Pardubice 9 450 spectateurs |

| Feuille de match | Feuille de match | Feuille de match     | Feuille de match                 | Feuille de match |
| ---------------- | --- | -------------------- | -------------------------------- | ---------------- |
|                  | Z. Ondřej - 10:28 D. Andrašovský (Z. Ondřej) - 12:53 J. Čaloun (P. Pucher) - 30:55 T. Rolinek (P. Sýkora) - 35:10 P. Sýkora (P. Čáslava) - 37:09 |                      | 38:59 - L. Benýšek (J. Vykoukal) |                  |
| J. Lašák         | Gardiens | T. Duba, D. Salfický |                                  |                  |
| 16 min           | Pénalités | 20 min               |                                  |                  |
| 46               | Tirs | 25                   |                                  |                  |

| 14 avril 2007 | HC Sparta Prague | 2-0 (1-0, 1-0, 0-0) | HC Moeller Pardubice | T-Mobile Arena 14 000 spectateurs |

| Feuille de match | Feuille de match                                          | Feuille de match | Feuille de match | Feuille de match |
| ---------------- | --------------------------------------------------------- | ---------------- | ---------------- | ---------------- |
|                  | O. Kratěna (P. Ton) - 03:36 O. Kratěna (T. Netík) - 21:56 |                  | -                |                  |
| T. Duba          | Gardiens                                                  | J. Lašák         |                  |                  |
| 10 min           | Pénalités                                                 | 16 min           |                  |                  |
| 45               | Tirs                                                      | 22               |                  |                  |

#### Meilleurs joueurs
|   | Joueur          | Équipe    | B  | A  | Pts |
| - | --------------- | --------- | -- | -- | --- |
| 1 | Petr Sýkora     | Pardubice | 12 | 6  | 18  |
| 2 | Petr Ton        | Sparta    | 11 | 5  | 16  |
| 3 | Jaroslav Hlinka | Sparta    | 4  | 12 | 16  |
| 4 | Jan Čaloun      | Pardubice | 7  | 4  | 11  |
| 5 | Jan Hlaváč      | Sparta    | 8  | 2  | 10  |

### Bilan de la saison
Le HC Sparta Prague entraîné par František Výborný et Marian Jelínek remporte le quatrième titre de son histoire avec les joueurs suivants : Tomáš Duba, Dušan Salfický, Ladislav Benýšek, Marek Černoše, Jan Hanzlík, Jaroslav Mrázek, Tomáš Protivný, František Ptáček, Richard Stehlík, Ján Tabaček, Jiří Vykoukal, Michal Dragoun, Jan Hlaváč, Jaroslav Hlinka, Karel Hromas, Ondřej Kratěna, Jakub Langhammer, Tomáš Netík, Martin Podlešák, Luboš Rob, Michal Sivek,  Martin Štrba, Petr Ton, David Vrbata, Karel Pilař et Jiří Zelenka.

## Résultats de la 1.liga
Les 14 équipes de la 1.liga jouent chacune 52 matchs au cours de la saison régulière. Un classement est établi et les huit meilleures équipes sont qualifiées pour les séries. Aucune équipe ne joue ni la montée ni la relégation.

### Classement de la saison régulière
| Place | Équipe                   | PJ | V  | VP | DP | D  | BP  | BC  | Pts |
| ----- | ------------------------ | -- | -- | -- | -- | -- | --- | --- | --- |
| 1er   | HC Hradec Králové        | 52 | 34 | 6  | 1  | 11 | 204 | 112 | 115 |
| 2e    | HC Slovan Ústí nad Labem | 52 | 33 | 5  | 4  | 10 | 182 | 105 | 113 |
| 3e    | BK Mladá Boleslav        | 52 | 31 | 5  | 4  | 12 | 184 | 127 | 107 |
| 4e    | KLH Chomutov             | 52 | 28 | 8  | 3  | 13 | 204 | 141 | 103 |
| 5e    | HC Kometa Brno           | 52 | 26 | 9  | 5  | 12 | 184 | 124 | 101 |
| 6e    | SK Horácká Slavia Třebíč | 52 | 23 | 3  | 5  | 21 | 130 | 134 | 80  |
| 7e    | HC Dukla Jihlava         | 52 | 23 | 2  | 5  | 22 | 172 | 185 | 78  |
| 8e    | HC Sareza Ostrava        | 52 | 20 | 4  | 5  | 22 | 165 | 164 | 75  |
| 9e    | HC Prostějov             | 52 | 19 | 2  | 8  | 23 | 155 | 178 | 69  |
| 10e   | HC Havířov               | 52 | 15 | 4  | 4  | 29 | 136 | 170 | 57  |
| 11e   | HC Rebel Havlíčkův Brod  | 52 | 14 | 4  | 5  | 29 | 134 | 189 | 55  |
| 12e   | HC Beroun                | 52 | 12 | 4  | 6  | 30 | 112 | 177 | 50  |
| 13e   | Sportovní klub Kadaň     | 52 | 14 | 2  | 3  | 33 | 113 | 195 | 49  |
| 14e   | HC Olomouc               | 52 | 11 | 2  | 3  | 36 | 114 | 188 | 40  |

### Play-offs
|  | Quarts de finale         | Quarts de finale  |                          |   | Demi-finales | Demi-finales |  |  | Finale | Finale |
|  | Quarts de finale         | Quarts de finale  |                          |   | Demi-finales | Demi-finales |  |  | Finale | Finale |
|  |                          |                   |                          |   |              |              |  |  |        |        |
|  |                          |                   |                          |   |              |              |  |  |        |        |
|  |                          |                   |                          |   |              |              |  |  |        |        |
|  | HC Slovan Ústí nad Labem | 4                 |                          |   |              |              |  |  |        |        |
|  | HC Slovan Ústí nad Labem | 4                 |                          |   |              |              |  |  |        |        |
|  | HC Dukla Jihlava         | 0                 |                          |   |              |              |  |  |        |        |
|  | HC Dukla Jihlava         | 0                 | HC Slovan Ústí nad Labem | 3 |              |              |  |  |        |        |
|  |                          |                   | HC Slovan Ústí nad Labem | 3 |              |              |  |  |        |        |
|  |                          | BK Mladá Boleslav | 0                        |   |              |              |  |  |        |        |
|  | BK Mladá Boleslav        | BK Mladá Boleslav | 0                        | 4 |              |              |  |  |        |        |
|  | BK Mladá Boleslav        |                   |                          | 4 |              |              |  |  |        |        |
|  | SK Horácká Slavia Třebíč | 1                 |                          |   |              |              |  |  |        |        |
|  | SK Horácká Slavia Třebíč | 1                 | HC Slovan Ústí nad Labem | 3 |              |              |  |  |        |        |
|  |                          |                   | HC Slovan Ústí nad Labem | 3 |              |              |  |  |        |        |
|  |                          | KLH Chomutov      | 2                        |   |              |              |  |  |        |        |
|  | HC Hradec Králové        | KLH Chomutov      | 2                        | 4 |              |              |  |  |        |        |
|  | HC Hradec Králové        |                   |                          | 4 |              |              |  |  |        |        |
|  | HC Sareza Ostrava        | 2                 |                          |   |              |              |  |  |        |        |
|  | HC Sareza Ostrava        | 2                 | HC Hradec Králové        | 1 |              |              |  |  |        |        |
|  |                          |                   | HC Hradec Králové        | 1 |              |              |  |  |        |        |
|  |                          | KLH Chomutov      | 3                        |   |              |              |  |  |        |        |
|  | KLH Chomutov             | KLH Chomutov      | 3                        | 4 |              |              |  |  |        |        |
|  | KLH Chomutov             |                   |                          | 4 |              |              |  |  |        |        |
|  | HC Kometa Brno           | 0                 |                          |   |              |              |  |  |        |        |
|  | HC Kometa Brno           | 0                 |                          |   |              |              |  |  |        |        |

## Résultats de la 2.liga
Un total de 36 équipes ont participé à ce championnat avec deux divisions mises en place : les divisions centre et Ouest d'un côté et la division est de l'autre. Les huit meilleures équipes de chaque divisions sont qualifiées pour la suite de la compétition, avec un croisement entre les équipes de l'Ouest et du centre d'un côté et les équipes de l'est de l'autre. Les deux équipes remportant les demi-finales à l'Ouest et au centre sont qualifiées pour jouer la montée alors que pour l'Ouest uniquement la meilleure équipe des séries la jouera.

### Classement de la première phase
Division Ouest (Skupina západ)
| Place | Équipe                | PJ | V  | VP | N | DP | D  | BP  | BC  | Pts |
| ----- | --------------------- | -- | -- | -- | - | -- | -- | --- | --- | --- |
| 1er   | HC Most               | 44 | 32 | 2  | 0 | 2  | 8  | 226 | 111 | 102 |
| 2e    | HC Děčín              | 44 | 28 | 3  | 3 | 0  | 10 | 160 | 104 | 93  |
| 3e    | HC Klášterec nad Ohří | 44 | 24 | 5  | 3 | 1  | 11 | 169 | 118 | 86  |
| 4e    | HC Jablonec nad Nisou | 44 | 23 | 3  | 3 | 3  | 12 | 157 | 114 | 81  |
| 5e    | HC Klatovy            | 44 | 24 | 1  | 4 | 1  | 14 | 159 | 145 | 79  |
| 6e    | HC Řisuty             | 44 | 18 | 2  | 1 | 5  | 18 | 136 | 134 | 64  |
| 7e    | HC Kobra Praha        | 44 | 16 | 4  | 4 | 3  | 17 | 141 | 134 | 63  |
| 8e    | HC Benešov            | 44 | 16 | 1  | 5 | 2  | 20 | 145 | 158 | 57  |
| 9e    | HC Mělník             | 44 | 13 | 3  | 3 | 0  | 25 | 126 | 175 | 48  |
| 10e   | HC Teplice            | 44 | 11 | 3  | 1 | 4  | 25 | 123 | 183 | 44  |
| 11e   | HC Sokolov            | 44 | 7  | 4  | 3 | 5  | 25 | 121 | 177 | 37  |
| 12e   | HC Slaný              | 44 | 3  | 2  | 0 | 7  | 32 | 92  | 212 | 20  |

Division Centre (Skupina střed)
| Place | Équipe                       | PJ | V  | VP | N | DP | D  | BP  | BC  | Pts |
| ----- | ---------------------------- | -- | -- | -- | - | -- | -- | --- | --- | --- |
| 1er   | HC Vrchlabí                  | 44 | 35 | 0  | 3 | 2  | 4  | 204 | 88  | 110 |
| 2e    | HC Benátky nad Jizerou       | 44 | 24 | 1  | 5 | 2  | 12 | 165 | 115 | 81  |
| 3e    | HC Chrudim                   | 44 | 23 | 2  | 6 | 2  | 11 | 156 | 111 | 81  |
| 4e    | HC Tábor                     | 44 | 20 | 5  | 3 | 0  | 16 | 149 | 133 | 73  |
| 5e    | HC ZVVZ Milevsko             | 44 | 19 | 1  | 5 | 5  | 14 | 118 | 108 | 69  |
| 6e    | IHC Písek                    | 44 | 20 | 2  | 3 | 1  | 18 | 144 | 125 | 68  |
| 7e    | KLH Vajgar Jindřichův Hradec | 44 | 16 | 2  | 7 | 1  | 18 | 124 | 129 | 60  |
| 8e    | HC Kolín                     | 44 | 17 | 2  | 2 | 2  | 21 | 132 | 144 | 59  |
| 9e    | HC Nymburk                   | 44 | 16 | 1  | 7 | 1  | 19 | 117 | 133 | 58  |
| 10e   | HC Žďár nad Sázavou          | 44 | 11 | 1  | 6 | 2  | 24 | 118 | 191 | 43  |
| 11e   | HC Pelhřimov                 | 44 | 8  | 2  | 3 | 2  | 29 | 113 | 163 | 33  |
| 12e   | HC Strakonice                | 44 | 8  | 1  | 4 | 0  | 31 | 103 | 203 | 30  |

Division Est (Skupina východ)
| Place | Équipe               | PJ | V  | VP | N | DP | D  | BP  | BC  | Pts |
| ----- | -------------------- | -- | -- | -- | - | -- | -- | --- | --- | --- |
| 1er   | HC Šumperk           | 44 | 27 | 1  | 4 | 0  | 12 | 202 | 103 | 87  |
| 2e    | VSK Technika Brno    | 44 | 26 | 0  | 5 | 2  | 11 | 192 | 134 | 85  |
| 3e    | SHK Hodonín          | 44 | 24 | 2  | 2 | 1  | 15 | 164 | 123 | 79  |
| 4e    | HC Zubr Přerov       | 44 | 22 | 3  | 3 | 3  | 13 | 162 | 119 | 78  |
| 5e    | HC Blansko           | 44 | 24 | 0  | 4 | 2  | 14 | 146 | 118 | 78  |
| 6e    | HC Orlová            | 44 | 22 | 1  | 1 | 6  | 14 | 172 | 123 | 75  |
| 7e    | HC Nový Jičín        | 44 | 20 | 4  | 6 | 0  | 14 | 165 | 136 | 74  |
| 8e    | HC Šternberk         | 44 | 18 | 4  | 3 | 1  | 18 | 199 | 160 | 66  |
| 9e    | HC Valašské Meziříčí | 44 | 20 | 0  | 2 | 0  | 22 | 144 | 166 | 62  |
| 10e   | HC Kroměříž          | 44 | 11 | 0  | 2 | 1  | 30 | 129 | 205 | 36  |
| 11e   | HHK Velké Meziříčí   | 44 | 8  | 2  | 3 | 1  | 30 | 99  | 211 | 32  |
| 12e   | HC Velká Bíteš       | 44 | 5  | 2  | 1 | 2  | 34 | 89  | 265 | 22  |

### Play-offs

#### Division Ouest et Centre
Huitièmes de finale
- HC Most - HC Kolín 3-0 (9-0, 9-3, 5-3)
- HC Děčín - KLH Vajgar Jindřichův Hradec 3-0 (7-3 ,4-0, 2-0)
- HC Klášterec nad Ohří - IHC Písek 3-2 (2-0, 2-1 P, 2-3, 2-3, 5-3)
- HC Jablonec nad Nisou - HC ZVVZ Milevsko 3-2 (1-6, 2-5, 4-2, 6-4, 2-0)
- HC Vrchlabí - HC Benešov 3-0 (5-1, 4-1, 7-1)
- HC Benátky nad Jizerou - HC Kobra Praha 3-0 (5-2, 3-1, 3-0)
- HC Chrudim - HC Řisuty 3-2 (4-5, 2-0, 2-1, 2-3, 7-3)
- HC Tábor - HC Klatovy 2-3 (0-4, 8-1, 0-2, 2-1 P, 1-4)

Quarts de finale
- HC Vrchlabí - HC Klatovy 3-1 (5-1, 4-3, 2-7, 3-1)
- HC Most - HC Jablonec nad Nisou 3-1 (10-1, 7-2, 3-4 TF, 6-4)
- HC Děčín - HC Chrudim 0-3 (1-5, 1-2, 2-6)
- HC Benátky nad Jizerou - HC Klášterec nad Ohří 3-0 (2-1, 7-2, 3-1)

Demi-finales
- HC Vrchlabí - HC Chrudim 3-1 (7-4, 1-2, 5-1, 6-3)
- HC Most - HC Benátky nad Jizerou 3-2 (4-2, 1-0, 3-4 P, 4-5, 5-3)

#### Division Est
Quarts de finale
- HC Šumperk - HC Šternberk 3-0 (10-5, 4-2, 5-4)
- VSK Technika Brno - HC Nový Jičín 3-0 (6-4, 6-4, 9-3)
- SHK Hodonín - HC Orlová 3-0 (4-2, 3-2 TF, 2-1)
- HC Zubr Přerov - HC Blansko 3-0 (3-1, 5-0, 5-4)

Demi-finales
- HC Šumperk - HC Zubr Přerov 3-1 (4-3, 4-1, 2-5, 3-2 TF)
- VSK Technika Brno - SHK Hodonín 2-3 (4-5 P, 3-2 P, 2-1 P, 1-2, 5-6)

Finale
- HC Šumperk - SHK Hodonín 3-1 (3-1, 5-0, 2-3 P, 4-1)